# Espaceur moléculaire
Pour les articles homonymes, voir Espaceur.
Un espaceur moléculaire, ou simplement espaceur, est un segment flexible d'une molécule assurant la liaison entre deux autres parties de cette molécule.